# Dharma
Dharma (skt. धर्म; pali Dhamma धम्म; chiń. 法, pinyin fǎ; kor. pŏp 법, talma; jap. 法 hō lub ダルマ daruma; wiet. pháp, đạt-ma; tyb. ལྷ་ཆོས།, Wylie lha chos) – wieloznaczny termin występujący w religiach dharmicznych, np. w buddyzmie i hinduizmie.

## Hinduizm
W klasycznych tekstach braminizmu słowo to oznaczało zespół podstawowych praw karmicznych, decydujących o wszelkich zdarzeniach, mających miejsce w życiu człowieka, jak i rodzaj tajemnej wiedzy na temat tych praw, dostępnych wyłącznie ryszim.
We współczesnym hinduizmie dharma to jednocześnie nazwa podstawowych zasad etycznych, jakimi powinien kierować się każdy wyznawca – obejmujących obowiązek pracy, założenia rodziny, spłodzenia i wychowania dzieci oraz na starość próby osiągnięcia wyzwolenia. Dharma jako powinność to wypełnianie obowiązków społecznych i religijnych.

## Buddyzm
Słowo dharma pochodzi od źródłosłowu dhr – nosić, podtrzymywać, podpierać (por. polskie dzierżyć, greckie thronos). Często w piśmiennictwie rozróżnia się znaczenia pisząc ten wyraz wielką literą, jeśli chodzi o naukę Buddy, prawdę czy ostateczną rzeczywistość.
Dharma jest jednym z podstawowych terminów buddyjskich. Posiada wiele znaczeń:
- prawo powszechne, ostateczna rzeczywistość
- doktryna buddyjska, nauki Buddy
- prawda
- zjawiska
- rzeczy, elementy, atomy

W praktyce jest się czasem trudno zorientować, jak należy interpretować pojęcie dharmy, gdy natrafimy na nie w tekstach. Można założyć, że np. sthavirowie będą używać go raczej w znaczeniu moralnym, natomiast mahajaniści w znaczeniu raczej ontologicznym. Sthavirowie będą się raczej trzymać literalnego znaczenia, a mahajaniści bardziej metaforycznego. Np. termin dharmadhātu (element dharm/dharmy) dla sthavirów oznacza siedemnasty z osiemnastu elementów (czyli tzw. przedmioty umysłu). Jednak czasami rozumieją ten termin jako dharmiczną prawdę (np. Tathāgata jest wszechwiedzący, ponieważ osiągnął i wszedł do dharmadhātu). Mahāsanghikowie i mahajaniści rozumieją zazwyczaj dharmadhātu jako absolutną Dharmę, która jest dodatkowym czynnikiem dla wszystkich kontyngentnych (zależnych) składników naszego doświadczenia. Element Dharmy staje się jednym z synonimów Absolutu. Trzeba tu zauważyć, że jego znaczenie nie jest epistemologiczne, ale czysto religijne.
Tradycje buddyzmu: wczesne szkoły buddyjskie, therawada i mahajana różnie podchodzą do problemu dharm.

### Wczesne szkoły buddyjskie i theravada
- sarvastivadin-vaibhasika (utrzymujący, że wszystko istnieje, a więc świat zewnętrzny jest poznawalny wprost). Istnieje 75 dharm, z których 72 są dharmami kontyngentnymi (uwarunkowanymi), przyczynowo uzależnionymi (sans. samskṛta), podlegającymi stawaniu się. Istnieją one przez bardzo krótki czas, powstając i zanikając w nieustającym strumieniu. Pozostałe trzy dharmy są niekontyngentne (nieuwarunkowane), przyczynowo nieuzależnione (asamskṛta) i są nimi: przestrzeń (akasa), nirwana oraz „niepowstawanie skutków przy braku przyczyn”. Podstawą doktryny szkoły była cała Tripitaka, a zwłaszcza Abhidharma Pitaka.

- sautrantika (trzymający się Sutra Pitaki). Odrzucali oni Abhidharma pitakę w całości. Każda dharma – a jest ich 43 – istnieje tylko w teraźniejszości i nie będzie istnieć w przyszłości, tak jak nie istniała w przeszłości (a co utrzymują sarvastavadinowie). Dharmy manifestują się działaniem, momentem dynamicznym. Cała rzeczywistość empiryczna, to potok momentalnych rozbłysków energii (dharm). W swoim podstawowym dziele Abhidharmakośa Wasubandhu przyjmuje to samo stanowisko. Nirwana traktowana jest negatywnie, jako nieprzejawianie się dharm. Świat zewnętrzny może być tylko wydedukowany. Podstawą doktryny tej szkoły były dwa pierwsze kosze (pitaki) bez Abhidharma pitaki.

- therawada (nauki starszych). Uznają oni 82 dharmy, które są realne w czasie teraźniejszym (jak i sautrantikowie), jednak ta teraźniejszość jest rozkładana na trzy fazy: powstawanie, trwanie i zanik. Nie redukują realności dharm do jakby matematycznego punktu („błysku”). Nirwana jest czymś pozytywnym, wiecznym, niezmiennym, jednym, niepoznawalnym rozumowo – czyli jest niekontyngentną dharmą. Jak z tego wynika: 81 dharm jest kontyngentnych, a jedna (nirwana) jest niekontyngentna.

Dharmy te są podzielone na 3 grupy:
1. Składniki fizyczne: 28 dharm (4 wielkie elementy (ziemia, woda, ogień, powietrze, oraz ruchliwość, elastyczność, ciągliwość itd.)).
2. Składniki umysłowe: 52 dharmy (25 moralnie dobrych (brak żądzy, brak nienawiści, brak ułudy, wiara, uwaga, współczucie itd.), 14 moralnie złych (złe poglądy, żądza itd.)), 13 moralnie obojętnych, które osiągają moralne „zabarwienie” zależne od tych dharm, z którymi się łączą.
3. Świadomość – ostatni uwarunkowany element, tak jak wszystkie uwarunkowane dharmy powstaje, istnieje przez ułamek sekundy i zanika, aby być zastąpionym przez inny składnik/element tego samego typu.

Doktryna theravadinów oparta jest na całej Tipitace.

### Szkoły mahajany
- madhjamaka – szkoła środkowej drogi. Wszystko, co ma istnienie relatywne, względne (w odniesieniu do innych rzeczy), w rzeczywistości nie istnieje, np. pojęcie syn ma sens tylko w odniesieniu do pojęcia ojciec i odwrotnie. Skoro zachodzi taka współzależność, żadne pojęcie i żadna rzecz nie są same w sobie, same przez się, a przez to są puste (sans. śunya), nierealne, niemające własnej tożsamości. Nierealne są kompleksy dharm i same dharmy, nierealne są pojęcia zarówno ja, jak i nie ja, nierealny jest świat zewnętrzny i nie ma w ogóle żadnej osoby. Wszystko jest bowiem korelatywne. W takim ujęciu pratityasamutpada (współzależne powstawanie) – fundamentalna doktryna buddyzmu – wyraża pustkę, nieposiadanie własnej natury, brak samoistnego bytu i nierealność pojęć i rzeczy. Jak to stwierdził Nagardżuna w Madhyamakakarika: To, co nazywamy pustką, jest współzależnym powstawaniem.

Śunya nie jest ani matematyczną próżnią, ani niebytem. Madhyamikowie są relatywistami i dowodzą niemożliwości racjonalnej metafizyki. Wniosek jest następujący: jeśli nie ma bytu, nie ma też niebytu. To, co istnieje, nie jest ani realne, ani nierealne. Jest po prostu puste, czyli nie posiada żadnego oznaczenia. W wyniku dalszego rozwoju tej doktryny przyjęto w końcu tezę, że to, co realne – jest absolutem.
- yogacara – szkoła negująca poznawczy dualizm przedmiotowo-podmiotowy. Rozszerzyła katalog dharm do 100, z czego sześć jest nieuwarunkowanych. Szkoła uznawała, że zarówno świadomość, jak i przedmiot jej poznania z absolutnego punktu widzenia nie istnieją. Prawdziwe poznanie dopuszcza jedynie postrzeganie rzeczywistości w jej radykalnie dynamicznym charakterze, w którym nie ma miejsca na urzeczowienia typu podmiot i przedmiot. Filozofia Wasubandhu i Asangi była próbą pogodzenia krytycznego pluralizmu hinajanistycznej teorii dharm z mahajanistycznym monizmem. W myśl tego ujęcia rzeczywistość można opisywać na trzy sposoby, i stąd wziął się termin trzy natury: fikcyjny, zależny i doskonały. Z czasem późniejsi spadkobiercy tej tradycji filozoficznej coraz bardziej zmierzali w kierunku stanowiska idealizmu ontologicznego.

W buddyzmie Dharma ma podobne do pierwotnego, braministycznego znaczenie. Jest to więc zespół podstawowych praw przyczyny i skutku istniejący obiektywnie, niezależnie od ludzkiej woli, który można sobie w całej pełni uświadomić dopiero w wyniku oświecenia, ale który jest w uproszczonej wersji dostępny każdemu człowiekowi w formie nauki Buddy, która jest niczym innym, jak tylko klarownym wyłożeniem Dharmy.
Jakkolwiek Dharma, zarówno w hinduizmie, jak i buddyzmie, jest rozumiana przede wszystkim jako podstawowe prawa rządzące światem, słowo to stosuje się także do sytuacji jednostkowych. W tym rozumieniu Dharma to właściwe postępowanie, które jest zgodne z porządkiem całego świata w danym momencie, np.: Dharmą dla ojca jest dobrze wychować dzieci, a dla kierowcy samochodu podporządkowywać się zasadom kodeksu drogowego. Postępowanie zgodne z Dharmą poprawia karmę, a niezgodne psuje.
W filozofii zachodu najbardziej zbliżonym terminem do dharmy jako obiektywnie istniejącego zespołu praw rządzących światem jest heglowska koncepcja dialektyki metafizycznej oraz stoicka koncepcja pneumy. Zbliżonym pojęciem jest również wprowadzona przez Aleistera Crowleya koncepcja Thelemy.